# Léon de Saint-Lubin

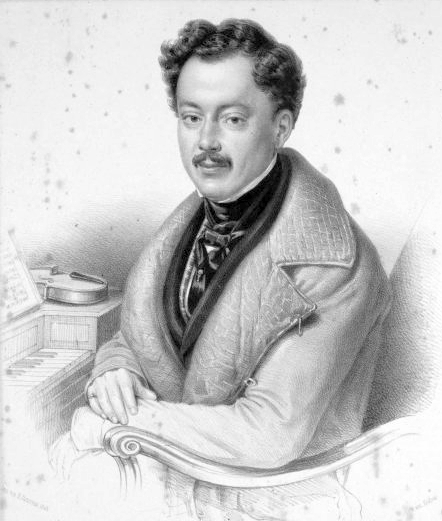
Léon de Saint-Lubin

Napoléon Antoine Eugène Léon de Saint-Lubin (* 5. Juli 1805 in Turin; † 13. Februar 1850 in Berlin) war ein Geiger und Komponist italienischer Herkunft.

## Leben
Saint-Lubin wurde als Sohn eines französischen Sprachlehrers in Turin geboren, kam aber schon in seinem vierten Lebensjahr nach Hamburg, wo er ersten Violinunterricht sowie Unterricht auf der Harfe erhielt. Von 1814 bis 1817 erteilte ihm Giovanni Battista Polledro (1781–1853), ein Schüler Pugnanis, in Dresden Violinunterricht.
1817 trat er bereits in Berlin und Dresden auf und ging 1818 nach Frankfurt am Main, wo er Schüler von Louis Spohr wurde. 1820 ließ er sich schließlich in Wien nieder und fand dort große Anerkennung.
Beethoven widmete Saint-Lubin ein kleines Solo-Stück, eine Kadenz, nachdem Saint-Lubin bei der Wiedereröffnung des Josephstädter Theaters am 3. Oktober 1822 ein Violinsolo von Beethoven gespielt hatte. Das Autograph war später im Besitz der Österreichischen Nationalbibliothek unter der Signatur Sm 3154, ist aber im Zweiten Weltkrieg verloren gegangen. Es trägt die Werknummer Hess 296.
1823 wurde Saint-Lubin Konzertmeister am Josephstädter Theater, 1824 Kapellmeister. Später lebte er für längere Zeit als Musiklehrer in Ungarn, u. a. ein Jahr lang auf den Gütern des Grafen L. Festetics. Hier suchte er sich nach dem Vorbild Paganinis als Virtuose zu vervollkommnen. 1830 erhielt er eine Berufung als Konzertmeister an das Königsstädtische Theater in Berlin. In dieser Stellung blieb er bis 1847. In seinem Haus veranstaltete er Konzerte und Quartettversammlungen, in denen sich die berühmtesten Virtuosen, wie Spohr, Liszt, Servais und Mendelssohn hören ließen. Neben virtuosen Violinstücken schrieb Saint-Lubin auch Lieder, die von Robert Schumann anerkennend erwähnt wurden, Violinduos, Klaviertrios, Streichquartette, Streichquintette sowie ein Oktett für Bläser und Streicher.
Er starb nach jahrelanger Kränklichkeit am 13. Februar 1850 in Berlin.

## Werke
- Op. 1 Variations sur un Thème de Haydn für Violine solo (Berlin, Schlesinger, Plattennummer 280) 1818
- Op. 2 12 Variationen für Solo-Violine, 2 Violinen, 2 Flöten und Violoncello / Bass (Hofmeister)(1815)
- Op. 3 Grand Duo für zwei Violinen (1817)
- Op. 5 Rondoletto alla Pollaca für Violine und Streichquartett (Bonn-Köln, Simrock, PN 1647), 1818/19
- Op. 6 Introduction et Variations sur un Thème Russe Favorit (Bonn-Köln, Simrock, PN 1709), 1819
- Op. 7 Polonaise brillante für Violine und Streichquartett (Leipzig, Hofmeister, PN 981), 1824
- Op. 8 Six grands Caprices ou Etudes für Violine solo (Leipzig, Hofmeister), Neuausgabe von Jenő Hubay
- Op. 10 Streichquartett h-Moll (Wien, Artaria, PN 2661), 1821
- Op. 14 Klaviertrio (Wien, Steiner, ohne PN)
- Op. 16 Variations sur un thème connu für Violine und Klavier (Wien, Mechetti), 1824
- Op. 18 Variations brillantes sur un thème favori autrichien
- Op. 19 Streichquartett d-Moll (Wien, Diabelli, PN 755)
- Op. 22 Variations brillantes sur un thème favori de Himmel (ca. 1827)
- Op. 23 Grand Notturno für Klavier vierhändig
- Op. 25 Das Concert in Krähwinkel. Concertante Variationen über das bekannte Lied „Zacharisel wär’ schön“ für Klaviertrio (Wien, Diabelli, PN 900), 1837
- Op. 27 Troisième quatuor brillant (Wien, Leidesdorf, PN 1144), 1829
- Op. 28 Trois Thèmes variés für zwei Violinen (1829)
- Op. 29 25 Exercises für 2 Violinen
- Op. 30 Deuxième Trio brillant „Andante et Rondo sur des airs hongroises“
- Op. 31 3 Duos für 2 Violinen
- Op. 33 Grand Octetto für Klavier, Flöte, Klarinette, Fagott, Horn, Viola, Violoncello und Kontrabass (Wien, Diabelli, PN 5738), 1836
- Op. 35 Pot-Pourri sur diff. thèmes de „La Fiancée“ de Auber
- Op. 36 6 Lieder für eine Singstimme mit Begleitung des Pfte (Berlin, Trautwein)
- Op. 37 Variations brillantes sur un thème original für Solo-Violine und Orchester
- Op. 38 Premier grand quintetto für Streichquintett (Berlin, Schlesinger, PN 2095), ca. 1835
- Op. 39 Theme variée für 2 Violinen, Viola, Violoncello und Klavier (Berlin, Schlesinger), 1836
- Op. 40 Souvenir de la Hongrie für Solo-Violine und Orchester / Klavier
- Op. 41 6 Etudes de Concert für Violine und Klavier
- Op. 41 6 Exercises amusants en forme de Caprice (V.solo) (ersch. Okt.1837)
- Op. 42 6 Grandes Caprices für Solo-Violine, 1910 neu von Jenő Hubay herausgegeben
- Op. 44 Adagio Religioso E-Dur für Violine und Klavier (Leipzig, Schuberth, PN 502), 1842
- Op. 45(a) Thême Original et Etude de Sigismund Thalberg für Solo-Violine
- Op. 45 „La Jota aragonesa“ für Violine und Klavier oder Violine und Streichtrio (2. Violine, Viola, Cello)(Schuberth & Comp. Hambourg & Leipzig, ersch. April 1843)
- Op. 46 Fantaisie sur un thême de Lucia di Lammermoor für Solo-Violine (Leipzig, Fr. Kistner, PN 1404) 1844
- Op. 47 Morceaux de Salon. Deux Nocturnes en Forme d’Andante, No. 1 suivie d’un Rondino. No. 2 suivie d’une Polonaise, für Violine und Klavier (Hamburg, Schuberth, PN 706), 1844
- Op. 48 Klavierquartett (Leipzig, Hofmeister, PN 056), 1844
- Op. 49 Grand Duo Concertant en forme de Sonata A-Dur für Violine und Klavier (Hamburg-Leipzig, Schuberth, PN 1010), ca. 1847
- Op. 50 Al chiaro della luna. Barcarole a due voci con acc. de piano (ersch. Juni 1847)
- 5 Violinkonzerte
- 19 Streichquartette
- Das Zauberhorn, Oper (1824)
- Das Kornblümchen, Oper (1825)
- Belisar's Tage des Glückes und des Unglückes, Melodram (1829)
- Dr. Fausts Vetter (Le Cousin de Docteur Faust) (1832) Ballet music, operetta/pantomime
- König Branors Schwert, Oper (1830)
- Romanze A-Dur für Violine und Klavier
- 24 Etudes-Caprices dans les 24 tons de la gamme
- Poème d’Amour op. 3 de Ad. Henselt.Andante et Etude concertante p. Pfte transc. p. Viol. seul ou Viol. et  Pfte (1850)
- Notturno p. Pfte à 4 mains Nr. 1 Marche, Nr. 2 Scherzo, Nr. 3 Variations, Nr. 4 Polonaise, Nr. 5 Andante, Nr. 6 Valse
- Mutterlust. In Mütterlichem Schoße f. Singstimme m. Pfte
- Romance de l´Opéra « Il Torneo de Lord Westmoreland » (Piatosa al mio  martir) transc. für Violine und Klavier (ersch. August 1844)
- Preislied von A.H. Sponholtz (Es rauscht das rote Laub) als Salonstück für Violine und Klavier (ersch. Okt. 1846)
- 6 Variationen sammt Coda f. Viol. m. Bgl. d. Pfte über ein Thema v. Beethoven d. Chor-Fantasie op. 80 („schmeichelnd hold und lieblich klingen“) comp. v. J. Böhm, Clement, Hellmesberger, St-Lubin.
- Variationen über Nel cor piu non mi sento (Paisiello) für Violine und Streichtrio (ersch. 1819?, Simrock)
- Saint-Lubin/M. L. Blahetka: Fantaisie concertante (1840 ?)
- Saint-Lubin/M.L. Blahetka: Konzertante Variationen aus „Oberon“ (Weber) für Violine und Klavier op. 3 (1823)
- Saint-Lubin/J.P. Pixis: Introduction et Variations sur l`opéra « Zelmire » de Rossini (1825 ?)